# 大学専門部 (旧制)

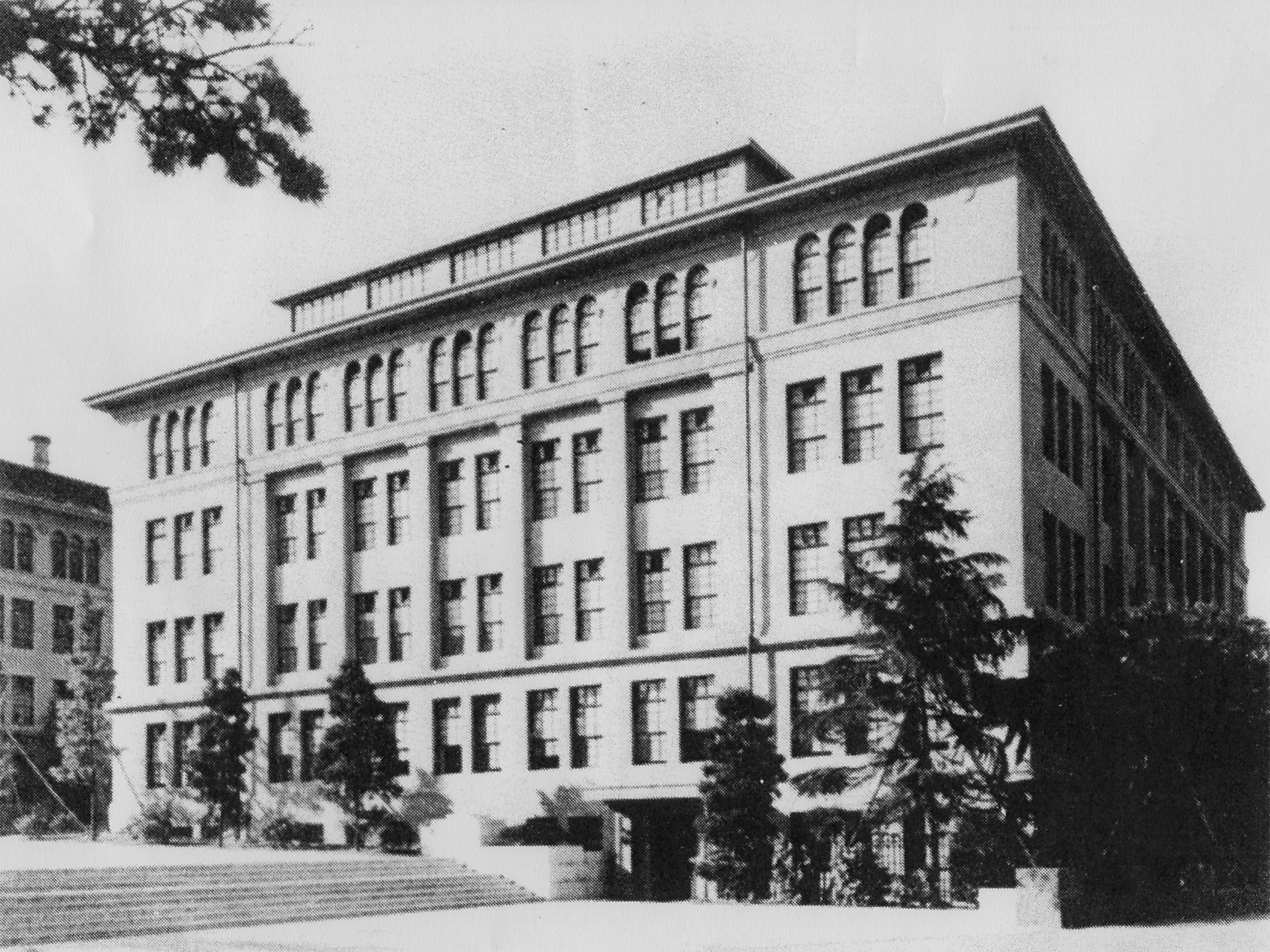
早稲田大学専門部・高等師範部校舎（1935年竣工、現1号館）

専門部（せんもんぶ）とは、第二次世界大戦前の日本に旧制大学の附属機関として設置されていた教育組織。
専門部は専門学校令に基づく実学を中心とした短期課程の教育機関であり、大学本科や予科のように大学令に基づく教育組織ではなかった。多くは○○大学附属専門部○科ないしは○○大学附属××専門部という名称となっている。附属の文字はつかない場合も多い（例．日本大学専門部医学科など）。

## 設置状況
ほぼすべての旧制私立大学が経営の助けとして専門部を設置していた。もともと旧制専門学校を起源として、大学昇格後も充実した専門部を持っていた東京商大などを別にすると、帝国大学や単科の官立大学は専門部を設置していなかったが、戦時体制のなか軍医養成という国策のために医学系の専門部が帝国大学や官立医科大学の中に間借りするかたちで設置された。

## 位置づけ
旧制大学が旧制中学校を経て旧制高等学校・大学予科を経ないと入学できなかったのに対して、専門部は旧制専門学校同等の教育機関であるため旧制中学校・実業学校の卒業資格で入学可能であった。従って制度上、専門部卒業は旧制専門学校と同じく旧制高等学校・大学予科卒業には含まれず、大学へ進学するには改めて旧制高校・予科などを経るか、各教育機関から旧制高等卒業相当かどうか別途審査を受ける必要があった。
ただし、文部省から「高等学校大学予科と同等以上」と認定されている学校の場合は大学進学に際しての個別審査の必要はなかった（実務上は当該大学の専門部の卒業生が進学する場合がほとんどであった。また2016年現在と異なり、教授が他大学に移籍すると、その学生をも引き連れて移籍するといった講座制特有の現象も見られた）。
また、専門部は制度上専門学校であるため学士の授与は行われず、各校独自の学術称号の授与に留まるなど卒業によって学士を授与される旧制大学とは明確に区分されていた。
戦後の学制改革において、昼間専門部の殆どが大学既存学部への統合や新設学部の母体となり、短期教育組織としての昼間の大学短期大学部の設置は東京農大短大、日大短大部、明大短大部など僅かに止まった。大半の新制大学では旧制専門部のような教育を新たに受ける事はできなくなり、制度的に事実上廃止された。新学制における位置づけとしては旧制中学・旧制高校等と同じく場合によって判断が異なるが、政府によって行われる国勢調査の「学歴」の4段階区分（大学院・大学、短大・高専、高校、中学・小学）においては短期大学相当（Junior college or higher professional school）と看做されている（2010年簡易国勢調査の場合）。

## 主要な大学専門部
ここでは私立大学の専門部のみを述べる。官立大学・帝国大学・旧制公立大学の附属専門部（主として医学・薬学系、他に工学系・商学系）については、旧制専門学校を参照のこと。
- 大学名 - 学科名（無記の場合は「本科」）

- 大谷大学専門部

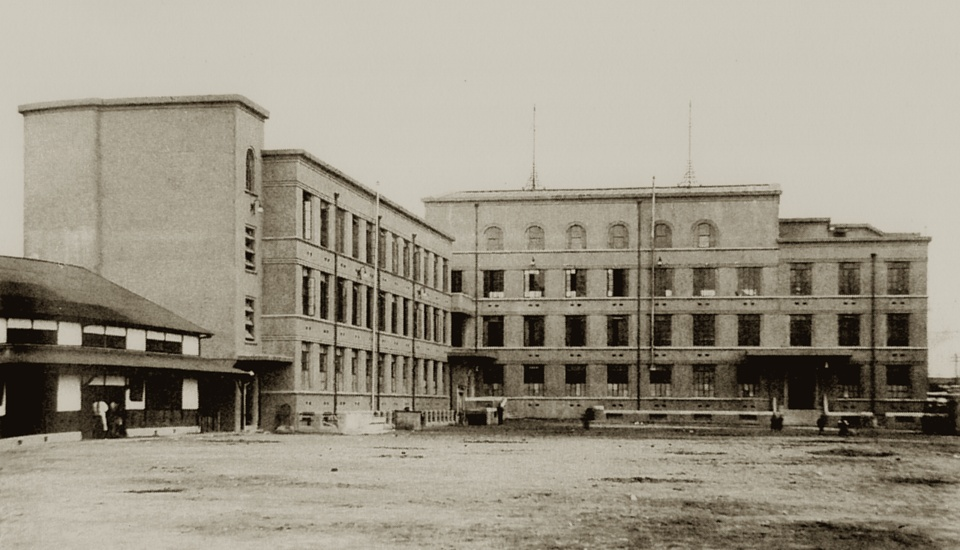
関西大学天六学舎

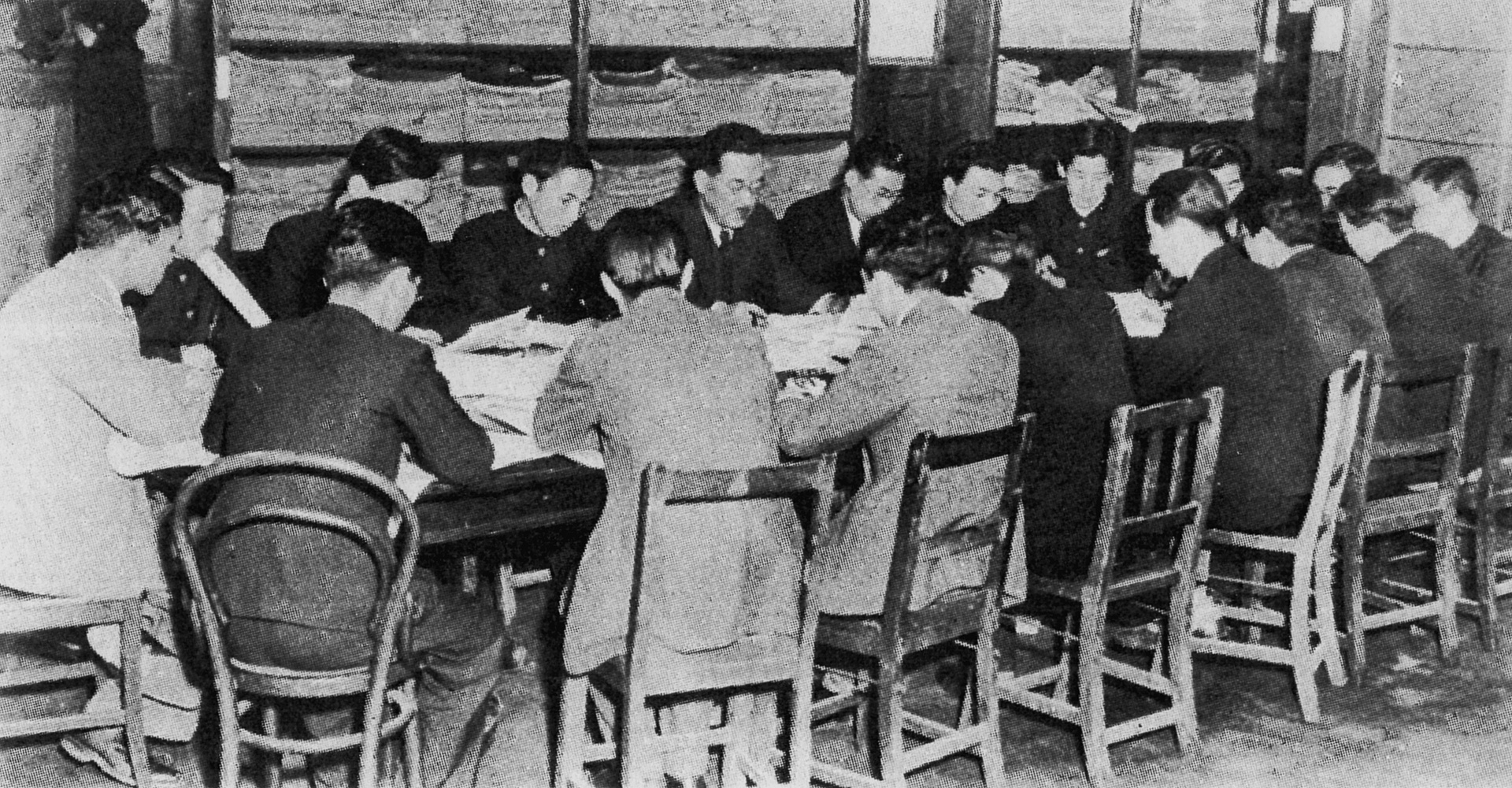
上智大学専門部新聞学科の演習風景（1932年頃）

- 関西大学専門部 - 法律学・経済学・高等商業学・商業・文学科
- 関西学院専門部 - 神学・文学部 → 1944年、関西学院専門学校（政経・理工科）に改組
- 慶應義塾高等部（1922年専門部設立（25年改称）、44年募集停止・翌年廃止）
- 國學院大學専門部 - 高等師範・興亜部
- 高野山大学専門部
- 駒澤大学専門部 - 仏教・高等師範科
- 上智大学専門部（1931年設立） - 法・商・経済・新聞学科
- 専修大学専門部 - 経済・計理・法・商科
- 大正大学専門部 - 仏教・高等師範科
- 拓殖大学専門部 - 商・開拓・武徳・司政科 → 1944年、拓殖専門学校に改称
- 中央大学専門部 - 法学・経済学・商学科
- 東亜同文書院大学専門部（1943年設立） - 商科
- 東京農業大学専門部 - 農学・農芸化学・農業拓殖・農業工学科（→農業土木学科）
- 東洋大学専門部 - 倫理教育・倫理国漢・国漢・拓殖・経済教育科
- 日本大学専門部 - 法律・政治・商・経済・宗教・社会・拓殖・文・芸術・医学・歯・工・高等師範科
- 法政大学専門部 - 専門・高等師範・高等商業・大陸部
- 満洲医科大学専門部 - 医学科
- 明治大学専門部 - 商・法・政治経済・文・興亜科、女子部
- 立正大学専門部 - 宗教・高等師範科
- 立命館大学専門学部 - 法律学・経済学・高等商業・文学・工学科 → 1944年、立命館専門学校に改称
- 龍谷大学専門部
- 早稲田大学専門部 - 政治経済・法・商・工科

## 医学専門部
戦時体制の中で医師の確保のため、各大学の医学部に併置される。戦後は医学部に吸収・廃止される。以下は私立大学の医学専門部のみ表記する。
- 慶應義塾大学附属医学専門部
- 日本医科大学附属医学専門部
- 東京慈恵会医科大学附属医学専門部

## 大学附属の専門学校
厳密な意味での専門部とは異なるが、私立大学の附属専門学校には次のようなものがある（特に断らない限り所在地は本校の近隣であり、新制大学移行後の本校に吸収され廃止）。
法文商経
- 同志社専門学校（1922年設立） - 神学・英語師範・政治経済・高等商業（1930年に高等商業部が独立）
- 同志社高等商業学校（京都府愛宕郡岩倉村、1930年同志社専門学校高等商業部が独立） → 同志社経済専門学校（1944年） → 現・同志社大学商学部
- 関西学院高等商業学校（1938年専門部高等商業学科が独立） → 1944年廃止
- 日本大学専門学校（大阪府中河内郡弥刀村、1925年設立） → 日本大学大阪専門学校（1939年） → 大阪専門学校（1943年） → 大阪理工科大学と合併、近畿大学に（1949年）
- 早稲田大学附属早稲田専門学校（1924年設立・夜間部） - 政治経済・法・商科
- 拓殖専門学校（1944年拓殖大学専門部を改組） → 紅陵専門学校（1946年）[1] → 拓殖専門学校（1952年）[1] → 1957年廃止[1]

外事
- 同志社外事専門学校（1944年同志社専門学校を改組して設立）

理工
- 関西工業専門学校（大阪市大淀区長柄中道の天六学舎、1944年設立） → 関西大学短期大学部 → 関西大学工学部（現・システム理工学部、環境都市工学部、化学生命工学部）
- 中央工業専門学校（1944年設立） → 中央大学工学部（現・理工学部）
- 同志社工業専門学校（1944年設立） → 同志社大学工学部（現・理工学部）
- 法政大学航空工業専門学校（神奈川県川崎市木月→習志野、1944年設立） → 法政大学工業専門学校 → 法政大学工学部（現・理工学部）
- 東京明治工業専門学校（1944年設立） → 明治大学工学部（現・理工学部）
- 立教理科専門学校（1944年設立） → 立教工業理科専門学校 → 現・立教大学理学部

農業・獣医畜産
- 慶應義塾獣医畜産専門学校（神奈川県横浜市日吉→川崎市蟹ヶ谷→埼玉県北足立郡志木町、1944年設立） → 戦後大学に昇格せず、慶應義塾農業高等学校（現・慶應義塾志木高等学校）に
- 明治農業専門学校（千葉県千葉郡誉田村、1946年設立） → 現・明治大学農学部

## 関連書籍
- 『日本近現代史辞典』 東洋経済新報社、1978年
  - 尾崎ムゲン作成「文部省管轄高等教育機関一覧」参照
- 秦郁彦（編） 『日本官僚制総合事典；1868 - 2000』 東京大学出版会、2001年
  - 「主要高等教育機関一覧」参照
- 天野郁夫 『高等教育の時代（上）戦間期日本の大学』 中公叢書、2013年　ISBN 9784120044885